# 津川站
津川站（日语：／ Tsugawa eki */?）是位於新潟縣東蒲原郡阿賀町角島127番地，東日本旅客鐵道（JR東日本）的磐越西線車站。

## 歷史
- 1913年（大正2年）6月1日[1]：鐵道院信越線支線 馬下站至此站之間開通，此站啟用。
- 1914年（大正3年）11月1日：岩越線 野澤站至此站之間開通，現時的磐越西線全線開通。信越線支線編入至岩越線。
- 1917年（大正6年）10月10日：路線名稱改名，成為磐越西線車站。
- 1982年（昭和57年）8月：跨線橋開始使用[3]。
- 1987年（昭和62年）4月1日：伴隨國鐵分割民營化，車站由東日本旅客鐵道（JR東日本）營運[4]。
- 1991年（平成3年）10月1日：開設綠色窗口[5]。
- 2009年（平成21年）9月19日：新車站大樓竣工[2][6]。
- 2013年（平成25年）11月23日：月台上的候車室翻新，以SLv（日语：SLばんえつ物語）的象徵設計（名為オコジロウ之家）。

## 車站構造
此站是地面車站，設有1面2線的島式月台。車站南邊的側線停泊了維護路軌車輛。月台和車站大樓之間曾經設有站內平交道連接，現時改用跨線橋連接。
此站是由新津站管理的業務委託車站，委托了JR新潟Business負責車站業務。但是早上和晚間沒有車站職員當值，在這些時候沒有職員負責售票和檢票業務。
月台南邊設有車站大樓，於2009年（平成21年）全面重建。新大樓是以阿賀町津川地區的舊區作為主題，是一座町屋風的建築物。車站大樓內設有綠色窗口、自動售票機1台（輕觸式）、候車室和廁所。從前此站設有Kiosk，於2004年（平成16年）春天結業。

### 月台
| 月台 | 路線      | 上下行 | 方向                 |
| ---- | --------- | ------ | -------------------- |
| 1、2 | ■磐越西線 | 下行   | 新津方向             |
| 1、2 | ■磐越西線 | 上行   | 喜多方、會津若松方向 |

- 主要使用本線1號月台。
- 快速「SL磐越物語（日语：SLばんえつ物語）」上下行列車均停靠此站15分鐘，以便為機車加水。
- 此站設有列車夜間停泊。

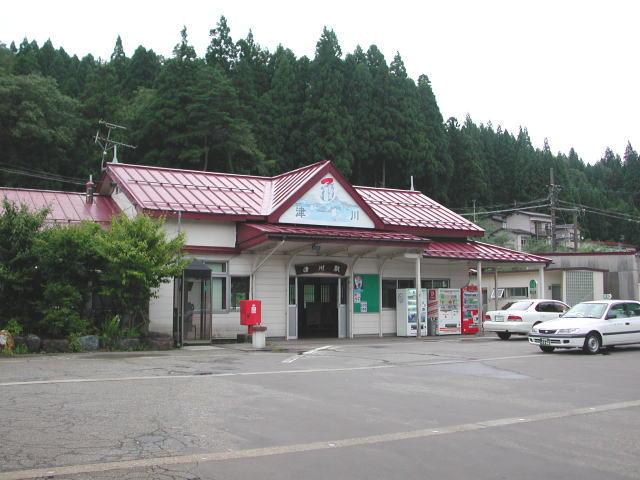
舊車站大樓（2004年9月）
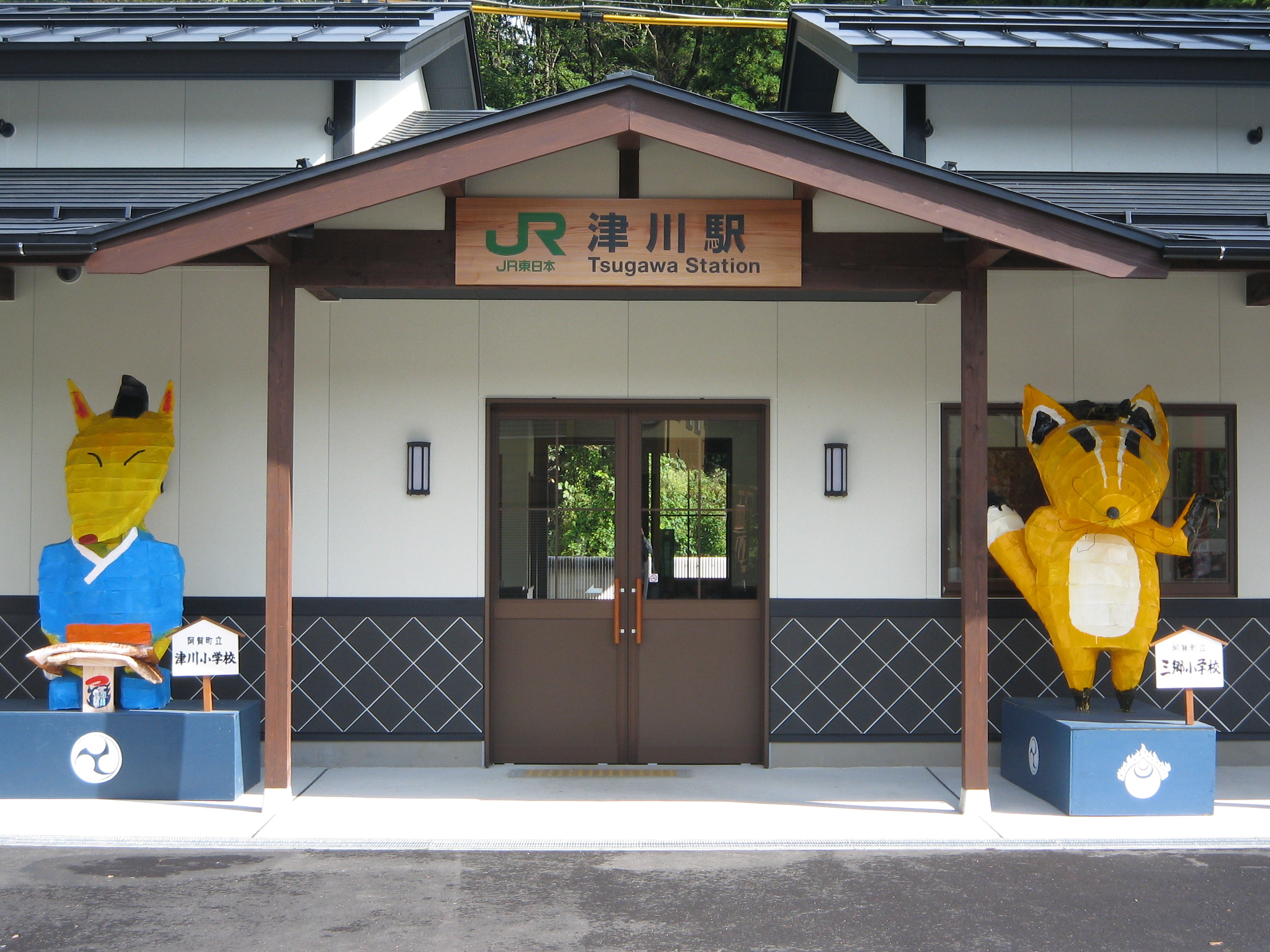
車站大樓入口
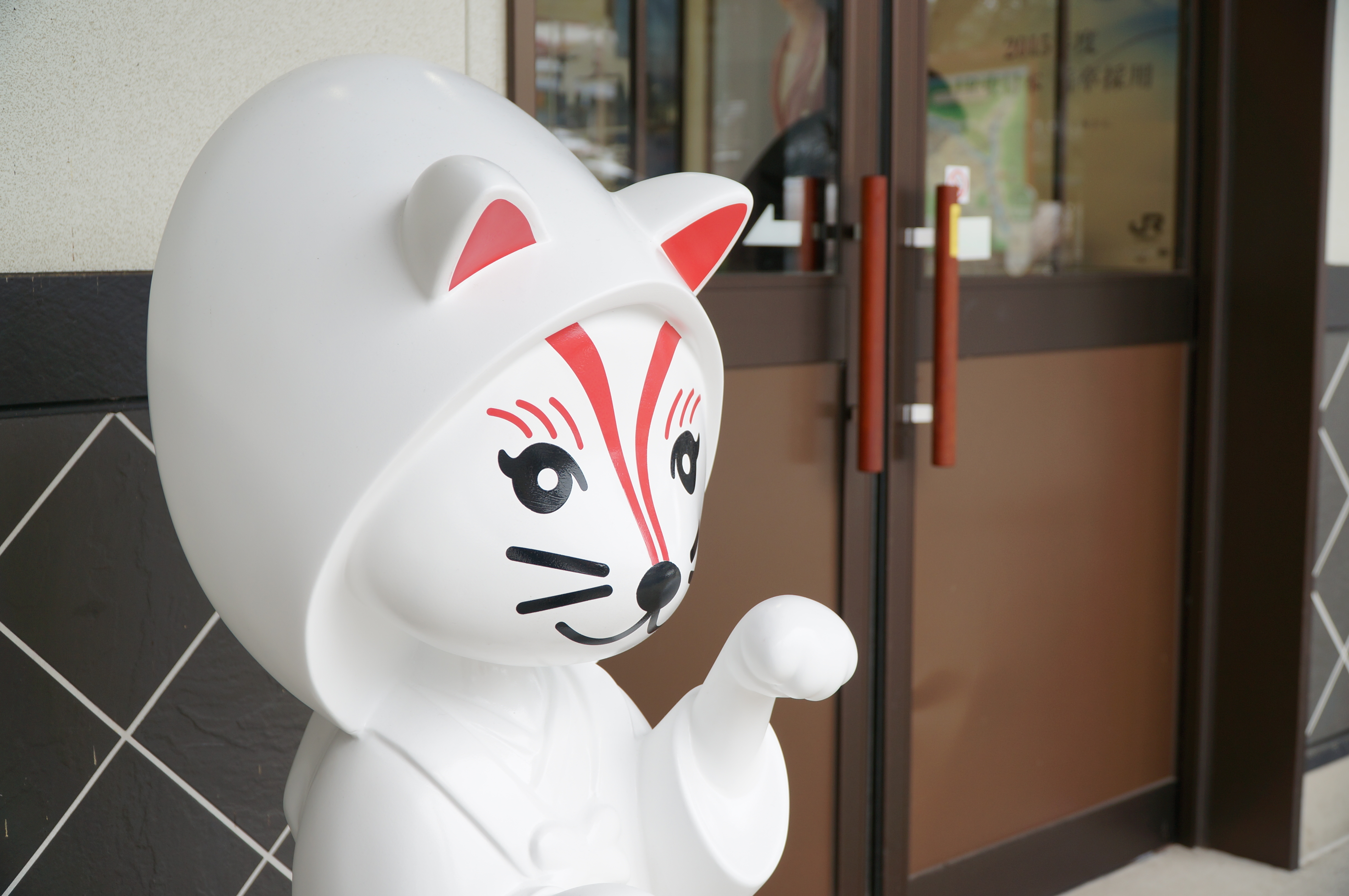
車站大樓入口（2013年12月）
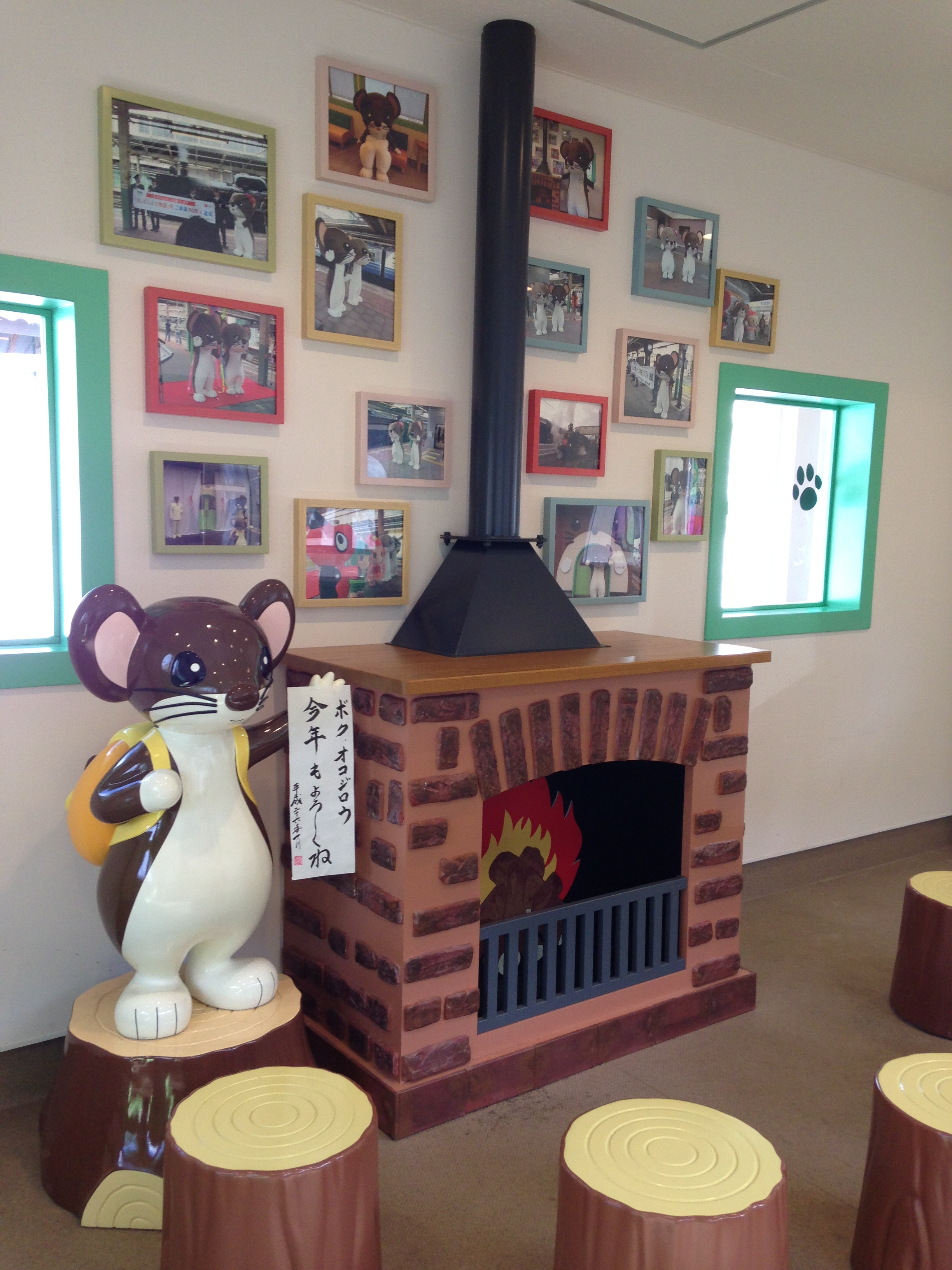
オコジロウ之家內部（2014年1月）
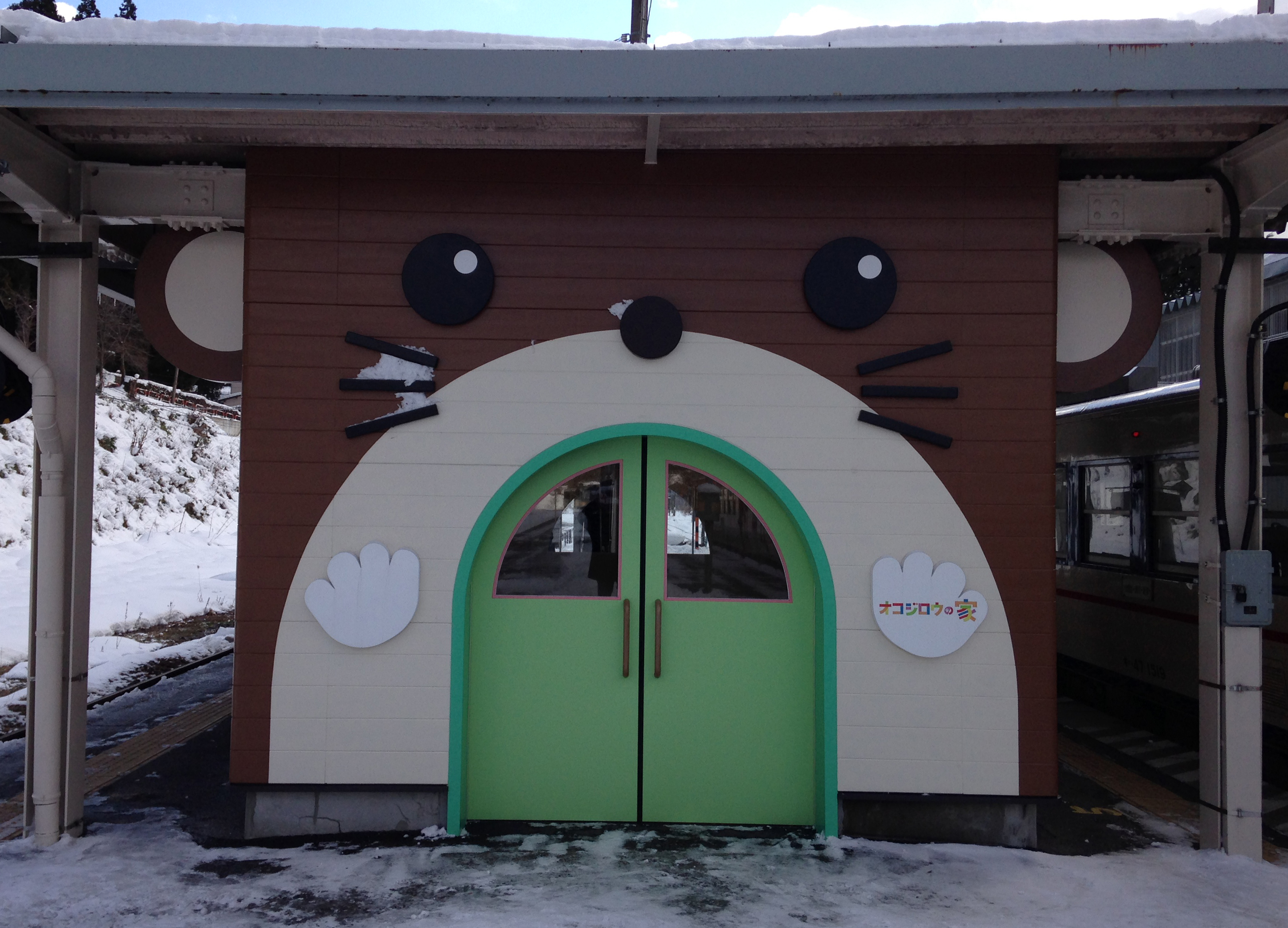
月台候車室（2014年1月）
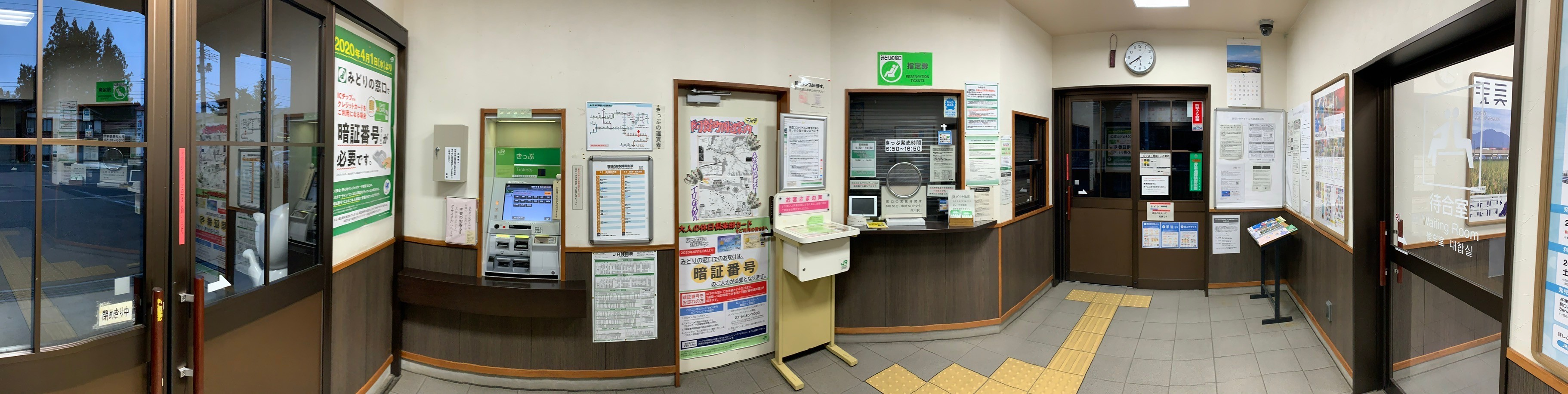
檢票口周邊（2020年3月）
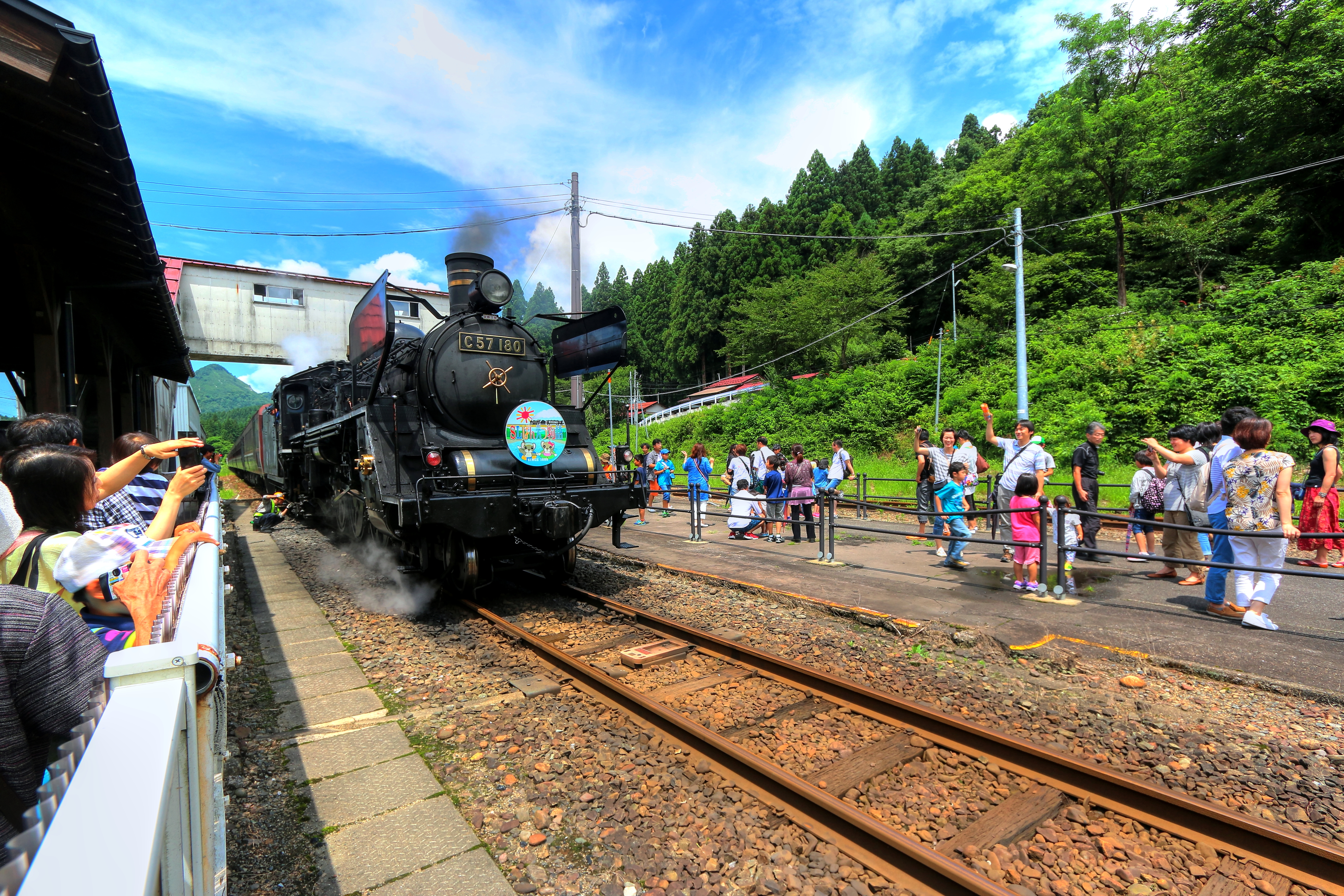
停站中的「SL磐越物語」
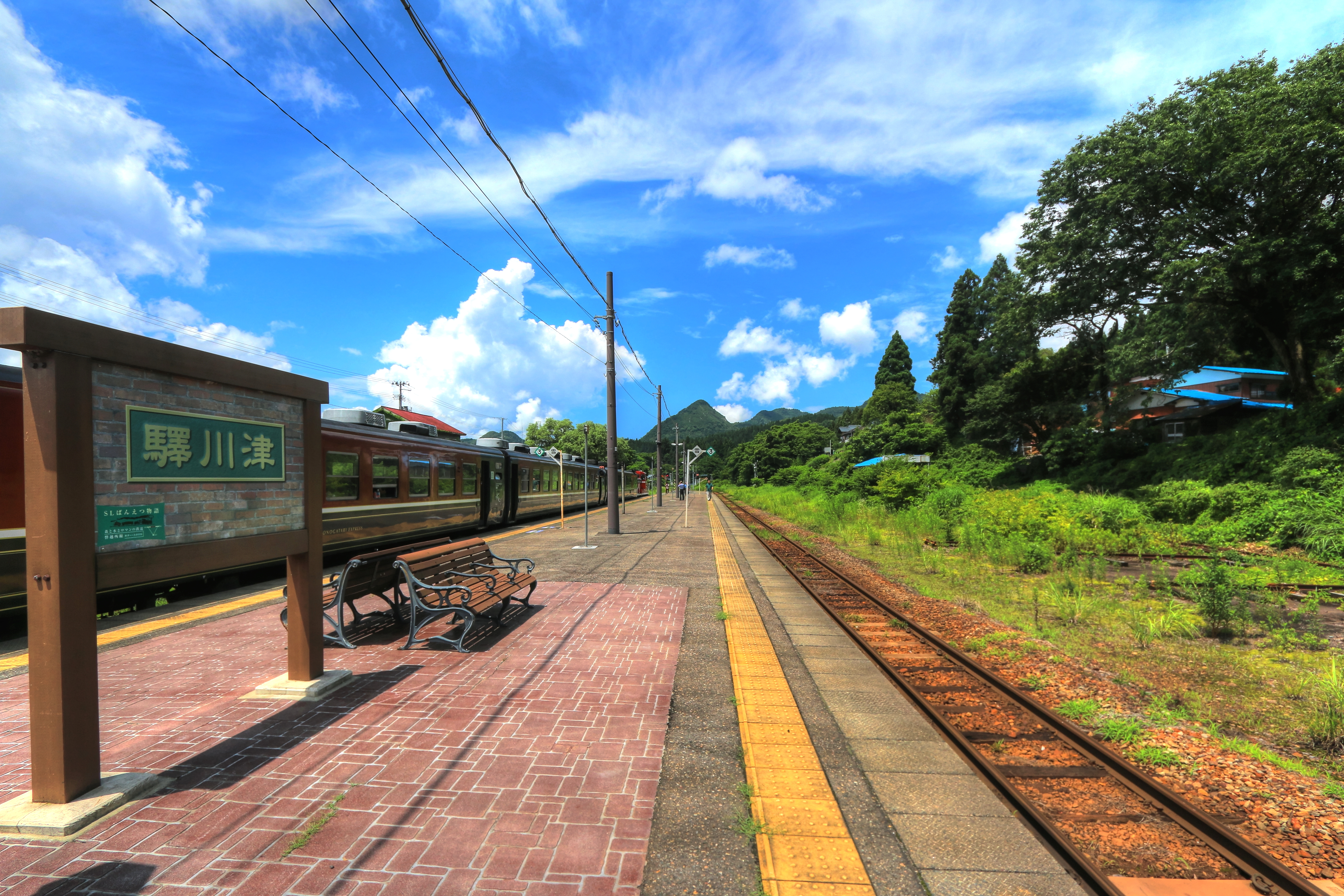
月台

## 使用狀況
根據「JR東日本」的資料，在2019年度（令和元年度）1日平均乘車人次為143人。
以下列出近年乘車人次變化：
| 年度               | 1日平均 乘車人次 | 參考資料        |
| ------------------ | ---------------- | --------------- |
| 2000年（平成12年） | 247              | [ 利用客数 2 ]  |
| 2001年（平成13年） | 228              | [ 利用客数 3 ]  |
| 2002年（平成14年） | 209              | [ 利用客数 4 ]  |
| 2003年（平成15年） | 212              | [ 利用客数 5 ]  |
| 2004年（平成16年） | 213              | [ 利用客数 6 ]  |
| 2005年（平成17年） | 222              | [ 利用客数 7 ]  |
| 2006年（平成18年） | 216              | [ 利用客数 8 ]  |
| 2007年（平成19年） | 213              | [ 利用客数 9 ]  |
| 2008年（平成20年） | 202              | [ 利用客数 10 ] |
| 2009年（平成21年） | 207              | [ 利用客数 11 ] |
| 2010年（平成22年） | 186              | [ 利用客数 12 ] |
| 2011年（平成23年） | 157              | [ 利用客数 13 ] |
| 2012年（平成24年） | 171              | [ 利用客数 14 ] |
| 2013年（平成25年） | 158              | [ 利用客数 15 ] |
| 2014年（平成26年） | 161              | [ 利用客数 16 ] |
| 2015年（平成27年） | 174              | [ 利用客数 17 ] |
| 2016年（平成28年） | 171              | [ 利用客数 18 ] |
| 2017年（平成29年） | 175              | [ 利用客数 19 ] |
| 2018年（平成30年） | 162              | [ 利用客数 20 ] |
| 2019年（令和元年） | 143              | [ 利用客数 1 ]  |

## 車站周邊

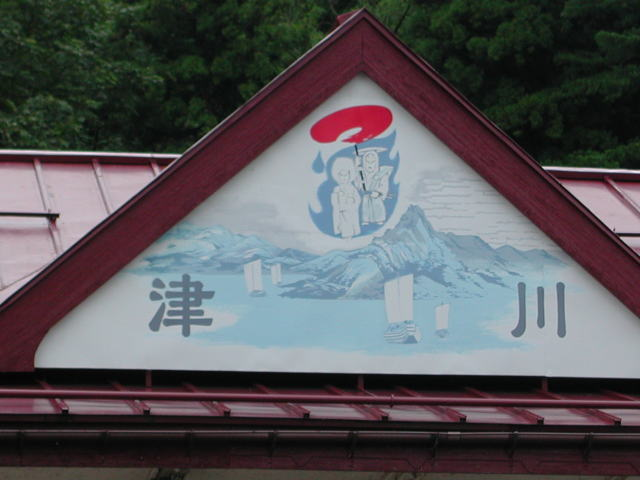
舊車站大樓上設有「狐狸嫁女兒」的圖案。在鐵路開通以前是以船運作為主要交通。

車站位於阿賀野川右岸位置，津川的中心位於左岸位置。站前設有麒麟橋連接津川的中心，從車站步行至中心需要20分鐘。
車站周邊都是山區。附近曾經以森林業而繁盛，當地一帶山坡設有許多日本柳杉和針葉樹。
- 阿賀野川
- 麒麟橋（日语：麒麟橋）

左岸一方
- 國道49號（日语：国道49号）（若松街道）
  - 津川繞道（日语：津川バイパス）
- 國道459號（日语：国道459号）
- 阿賀町公所（舊・津川町（日语：津川町）公所）
- 縣立津川醫院
- 津川警察署（日语：津川警察署）
- 阿賀町文化福祉中心
- 阿賀町立津川小學
- 阿賀町立津川中學
- 新潟縣立阿賀黎明中學·高等學校（日语：新潟県立阿賀黎明中学校・高等学校）
- 津川郵局（日语：津川郵便局）
- 第四北越銀行（日语：第四北越銀行）津川分店
- 津川溫泉
- 磐越自動車道 津川交匯處（日语：津川インターチェンジ）

## 巴士路線

阿賀町內的巴士路線圖。時間表可參見「新潟交通觀光巴士：津川區域 」。

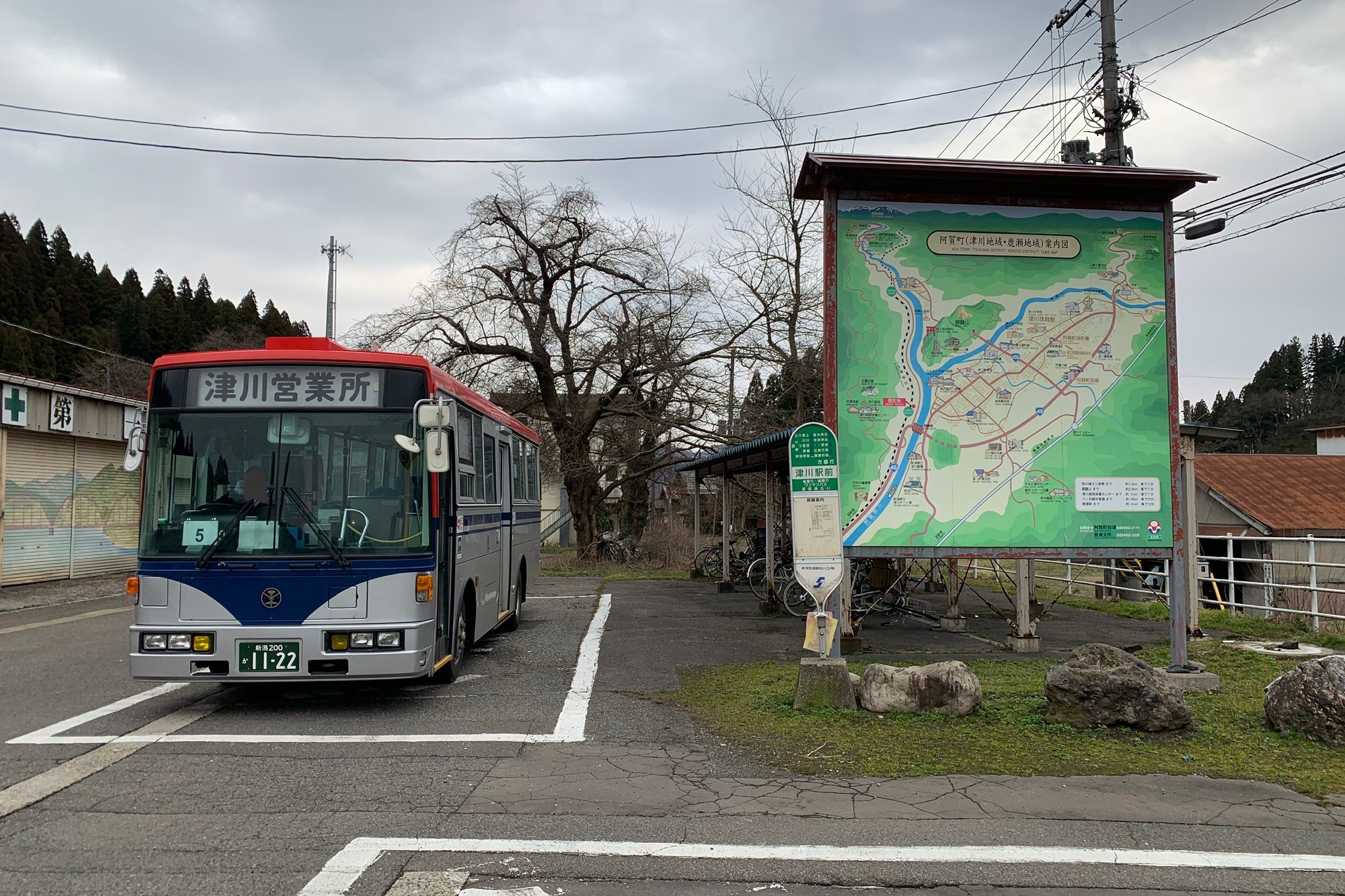
「津川站前」巴士站（2020年3月）

最近的巴士站是在站前的「津川站前」巴士站。截至2019年4月1日，新潟交通觀光巴士設有以下路線行走，連接村落和醫院。在班次方面，每條路線1日只有數班，在星期日和假日暫停服務。
- 經營業所、上川分所 前往粟瀨、丸渕
- 經營業所、上川分所 前往廣瀨、室谷
- 前往津川營業所
- 經麒麟橋 前往西
- 經小花地 前往三川（不駛入站前，於對面岸到發）
- 經縣立醫院、鹿瀨分所、電工前 前往日出谷站

## 相鄰車站
東日本旅客鐵道（JR東日本）
■磐越西線
- 臨時快速「SL磐越物語」停車站

□快速「阿賀野」、■普通
鹿瀨－津川－三川

## 注腳

### 使用狀況
1. 1 2  . 東日本旅客鐵道.   [2020-07-13]. （原始内容存档于2020-07-10） （日语）.
2. ↑  . 東日本旅客鐵道.   [2019-02-24]. （原始内容存档于2017-08-08） （日语）.
3. ↑  . 東日本旅客鐵道.   [2019-02-24]. （原始内容存档于2019-04-02） （日语）.
4. ↑  . 東日本旅客鐵道.   [2019-02-24]. （原始内容存档于2019-04-02） （日语）.
5. ↑  . 東日本旅客鐵道.   [2019-02-24]. （原始内容存档于2019-04-02） （日语）.
6. ↑  . 東日本旅客鐵道.   [2019-02-24]. （原始内容存档于2019-04-02） （日语）.
7. ↑  . 東日本旅客鐵道.   [2019-02-24]. （原始内容存档于2017-08-08） （日语）.
8. ↑  . 東日本旅客鐵道.   [2019-02-24]. （原始内容存档于2019-03-27） （日语）.
9. ↑  . 東日本旅客鐵道.   [2019-02-24]. （原始内容存档于2017-08-08） （日语）.
10. ↑  . 東日本旅客鐵道.   [2019-02-24]. （原始内容存档于2019-04-02） （日语）.
11. ↑  . 東日本旅客鐵道.   [2019-02-24]. （原始内容存档于2019-04-02） （日语）.
12. ↑  . 東日本旅客鐵道.   [2019-02-24]. （原始内容存档于2016-03-27） （日语）.
13. ↑  . 東日本旅客鐵道.   [2019-02-24]. （原始内容存档于2019-04-02） （日语）.
14. ↑  . 東日本旅客鐵道.   [2019-02-24]. （原始内容存档于2019-04-02） （日语）.
15. ↑  . 東日本旅客鐵道.   [2019-02-24]. （原始内容存档于2016-03-04） （日语）.
16. ↑  . 東日本旅客鐵道.   [2019-02-24]. （原始内容存档于2019-03-06） （日语）.
17. ↑  . 東日本旅客鐵道.   [2019-02-24]. （原始内容存档于2019-03-23） （日语）.
18. ↑  . 東日本旅客鐵道.   [2019-02-24]. （原始内容存档于2019-02-14） （日语）.
19. ↑  . 東日本旅客鐵道.   [2019-02-24]. （原始内容存档于2019-03-25） （日语）.
20. ↑  . 東日本旅客鐵道.   [2019-07-21]. （原始内容存档于2019-07-05） （日语）.

## 外部連結
- 車站資訊（津川）：東日本旅客鐵道（日語）